# Ау у Халертауу
Ау у Халертауу (њем. Au in der Hallertau) град је у њемачкој савезној држави Баварска. Једно је од 24 општинска средишта округа Фрајзинг. Према процјени из 2010. у граду је живјело 5.571 становника. Посједује регионалну шифру (AGS) 9178116.

## Географски и демографски подаци
Ау у Халертауу се налази у савезној држави Баварска у округу Фрајзинг. Град се налази на надморској висини од 452 метра. Површина општине износи 55,0 km². У самом граду је, према процјени из 2010. године, живјело 5.571 становника. Просјечна густина становништва износи 101 становника/km².